# Heinrich von Stackelberg
Le baron Heinrich von Stackelberg (1905-1946) est un économiste allemand auteur de la classification des marchés, et contributeur à la théorie des jeux.

## Biographie
Stackelberg est né à Moscou (Russie) dans une illustre famille de la noblesse allemande des provinces Baltes, les barons von Stackelberg. Après la Première Guerre mondiale, sa famille émigra en Allemagne où Stackelberg étudia les mathématiques et l'économie  à l'université de Cologne. En 1935, il obtient un poste de professeur assistant à l'Université de Berlin. En 1941, il devient professeur d'économie à l'université de Bonn. En 1944, Stackelberg quitta l'Allemagne pour l'Espagne, où il fut professeur à Madrid. Il mourut malade (lymphomes) en 1946. 
Son œuvre principale, Marktform und Gleichgewicht (publiée en 1934), dans laquelle il décrit sa classification des marchés, fut largement reconnue après sa mort. Il a fait l'objet de controverses dues à sa participation à diverses organisations nationales socialistes, dont la N.S.D.A.P. dès 1931, la SS après l'arrivée au pouvoir d'Hitler, et l'Académie du droit allemand de Hans Franck en 1937, académie qui avait eu notamment pour tâche de préparer et de légitimer les Lois de Nuremberg. Ses écrits politiques de jeunesse reflètent son engagement et l'on peut trouver dans son travail académique des traces de ses positions. Après sa mort, il fut largement réhabilité, du fait de sa participation à des groupuscules libéraux opposés au nazisme et il est considéré comme un des fondateurs de l'école de Fribourg. De plus, si Stackelberg a longtemps adhéré aux thèses du parti nazi dans ses œuvres politiques de jeunesse, ses études le firent se pencher sur les problèmes de concurrence et d'organisation efficiente des marchés, thèses trouvant peu de public dans l'Allemagne du IIIe Reich rejetant le modèle capitaliste libéral.

## Duopole de Stackelberg
La concurrence de Stackelberg est un modèle de duopole. Elle complète et enrichit les analyses de Cournot et de Bertrand concernant l'interdépendance conjecturelle (fondée sur la conjecture). L'interdépendance conjoncturelle renvoie au fait que chaque firme se limite à constater que sa propre situation dépend de celle de l'autre. En revanche, l'analyse conjecturale prévoit non seulement que chaque firme sait que sa situation dépend de celle de l'autre, mais aussi que l'entreprise concurrente adopte un raisonnement identique. Les hypothèses de ce modèle sont multiples. Tout d'abord, le duopole de Stackelberg est asymétrique, c’est-à-dire que les deux firmes concurrentes n'ont pas la même puissance. On parle alors de firme leader (ou firme pilote) et de firme satellite. Quatre situations sont possibles. 
Si la firme 1 est leader, et si elle veut maximiser son profit, elle devra tenir compte du comportement de la firme 2 en intégrant la fonction de réaction de celle-ci à sa propre fonction de profit.
Si les deux firmes croient être satellite, il y a déséquilibre. La production globale est alors sous-évaluée. 
Si les deux firmes pensent être leader (hypothèse de Bowley), il y a aussi déséquilibre (la production globale est beaucoup plus forte que celle évaluée par chaque firme). Cela peut entraîner une baisse des prix et, in fine, des profits.
L'analyse des apparaît également dans la théorie des jeux. Par exemple, l'équilibre de Nash joue un rôle important dans la résolution des jeux de Stackelberg.

## Classification des marchés
Il classifie les marchés dans un tableau. Son tableau permet de recenser de manière fiable les différents modèles de la concurrence sur un marché, en fonction :

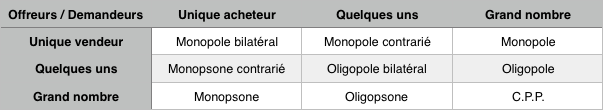
Différentes formes de marché selon von Stackelberg

- du nombre d'acheteurs.
- du nombre de vendeurs.Différentes formes de marché selon von Stackelberg

## Œuvres principales
- Foundations of a pure cost theory, Springer. Traduction de l’allemand vers l’anglais de l’ouvrage de Stackelberg Heinrich Freiherr Von (1932), Grundlagen einer reinen Kostentheorie, Wien, Verlag von Julius Springer, coll. « Klassiker der Nationalökonomie », 140 p., Springer. (préface de William Baumol et Avinash Dixit ainsi qu’un cover book de Thomas Sargent, prix Nobel 2011). https://www.springer.com/economics/history+ec.+thoughts/book/978-3-642-34536-4?otherVersion=978-3-642-34537-1

```
(
ISBN
 
978-3-642-34537-1
)
```

- Marketstructure and equilibrium, Springer. Traduction de l’allemand vers l’anglais de l’ouvrage de Stackelberg Heinrich Freiherr Von (1934), Marktform und Gleichgewicht, Düsseldorf, Verlag Wirtschaft und Fianzen, coll. « Klassiker der Nationalökonomie », VI+138 p., Springer. (préface de Reinhard Selten, prix Nobel 1994 et Eric S. Maskin, prix Nobel 2007). https://www.springer.com/economics/game+theory/book/978-3-642-12585-0

```
(
ISBN
 
978-3-642-12585-0
)
```

- Grundlagen der theoretischen Volkswirtschaftslehre (Principles of theoretical Economics), 2. Aufl., Berne 1951
- Theorie der Vertriebspolitik und Qualitätsvariation (Theory of Distribution Policy and Quality Differentiation), in: Ott, A. E., Preistheorie, Cologne 1965, S. 230-318